# Moldomussa Kongantijew
Moldomussa Taschbolotowitsch Kongantijew (russisch Молдомуса Ташболотович Конгантиев; * 31. März 1958 in Mailuussuu, Kirgisische SSR; † 12. Februar 2022 in Osch) war ein kirgisischer Politiker. Von 2008 bis 2010 war er mit kurzer Unterbrechung Innenminister seines Heimatlands.

## Leben
1979 begann Kongantijew den Dienst bei der Exekutive. Von 1979 bis 1985 arbeitete er als Milizionär zum Schutz der staatlichen Banken. Anschließend arbeitete er bis 1991 an der Bekämpfung von Plünderungen und von 1991 bis 1993 an der Bekämpfung organisierter Kriminalität.
1989 hat Kongantijew an der Staatsuniversität das Studium der Rechtswissenschaften abgeschlossen.
Ab 1995 war er beim Department zur Bekämpfung organisierter Kriminalität im Bezirk Schalalabatski. 1998 wurde er dort Personalmanager. 1999 wurde er als Vorsitzender des interregionalen Departments für innere Angelegenheiten bei Osh und Schalalabatski im Innenministerium Kirgisistans berufen und war dies bis 2000.
Von 2005 bis 2008 war er Vorsitzender der Innenverwaltung in Bischkek.
Am 14. Januar 2008 wurde er zum Innenminister Kirgisistans ernannt. Nachdem das Kabinett von Igor Tschudinow am 20. Oktober 2009 geschlossen zurückgetreten war, wurde er am 22. Oktober 2009 unter Premierminister Danijar Üssönow erneut in dieses Amt berufen.

## Unruhen im April 2010
Im Rahmen der Unruhen vom April 2010 bestand Unklarheit über den Status des Politikers. Unter Berufung auf amtliche Quellen hatten Nachrichtenagenturen gemeldet, dass Kongantijew in der Stadt Talas ums Leben gekommen sei. Nach diesen Meldungen wurde er von Demonstranten als Geisel genommen und von ihnen verprügelt. Er soll dann auf dem Weg ins Krankenhaus gestorben sein. Diese Meldung wurde aus Regierungskreisen dementiert. Am 8. April 2010 wurde er schwer gezeichnet, aber lebendig, in einem Fernsehbericht gezeigt. Als neuen Innenminister setzte die bisherige Opposition Bolot Schernijasow ein.